# Grammomys gigas
Grammomys gigas is een knaagdier uit het geslacht Grammomys dat voorkomt op Mount Kenya in Kenia. Deze soort lijkt sterk op Grammomys ibeanus, maar verschilt daarvan door het bezit van grotere tanden, langere achtervoeten en een langere schedel. Het holotype is een oud mannetje, wat de grote schedel zou kunnen verklaren, maar oude mannetjes hebben meestal geen vergrote kiezen. Mogelijk is het echter toch slechts een grote G. ibeanus. De kop-romplengte bedraagt 132 mm, de staartlengte 201 mm, de achtervoetlengte 26,5 mm, de oorlengte 19 mm en de schedellengte 35,1 mm.
Grammomys aridulus · Grammomys buntingi · Grammomys caniceps · Grammomys cometes · Grammomys dolichurus · Grammomys dryas · Grammomys gigas · Grammomys ibeanus · Grammomys macmillani · Grammomys minnae

Voorlopig in Grammomys geplaatste soorten: Grammomys kuru · Grammomys poensis